# Guerras romano-partas
As guerras romano-partas (66 a.C. - 217 d.C.) foram uma série de conflitos bélicos entre o Império Parta e os antigos romanos. Foi a primeira de uma série de conflitos do que seriam 719 anos de guerras romano-persas.
As primeiras incursões da República Romana contra a Pártia foram repelidas, destacadamente na Batalha de Carras (53 a.C.). Durante a guerra civil dos liberatores, no século I d.C., os partas apoiaram de maneira ativa a facção de Bruto e Cássio, invadindo a Síria e conquistando territórios no Levante. No entanto, a conclusão da segunda guerra civil romana trouxe um ressurgimento da força romana na Ásia Ocidental.
Em 113 d.C. o imperador romano Trajano fez conquistas no Oriente, e a derrota tornou-se uma prioridade estratégica, conquistando com sucesso a capital parta, Ctesifonte, onde instaurou Partamaspates como seu rei-cliente. Adriano, sucessor de Trajano, no entanto, reverteu a política de seu antecessor, visando restabelecer o rio Eufrates como o limite do controle romano. No segundo século d.C. a guerra contra a Armênia eclodiu novamente, e, em 161, Vologases derrotou ali os romanos. Um contra-ataque romano sob o comando de Estácio Prisco derrotou os partas na Armênia e colocou no poder ali um candidato pró-romano; seguiu-se uma invasão da Mesopotâmia que culminou com o saque de Ctesifonte, em 165.
Em 195, outra invasão romana da Mesopotâmia foi iniciada, sob o comando do imperador Septímio Severo, que ocupou Selêucia e Babilônia, saqueando novamente Ctesifonte em 197. A Pártia acabou por ser derrotada, não pelos romanos, mas sim pelos sassânidas, liderados por Artaxes I, que entrou vitorioso em Ctesifonte em 226. Sob Ardasher e seus sucessores, o conflito romano-persa continuou, entre o Império Sassânida e Roma.

## As ambições ocidentais da Pérsia
Após o triunfo nas guerras parto-selêucidas, e anexarem grandes porções do Império Selêucida, os partas começaram a procurar territórios a oeste para conquistar. As empreitadas partas nas regiões ocidentais tiveram início do período de Mitrídates I; durante seu reinado, os arsácidas conseguiram estender seu domínio até a Armênia e a Mesopotâmia, dando início à fase de "domínio internacional" do Império Parta, uma fase que lhes forçou a entrar em contato com Roma. Mitrídates II realizou negociações, sem sucesso, com Sula, visando uma aliança romano-parta, por volta de 105 a.C.).
Após 90 a.C., o poder dos partas diminuiu devido às disputas dinásticas, enquanto ao mesmo tempo o domínio romano sobre a Anatólia entrou em colapso. O contato romano-parta foi restaurado quando Lúculo invadiu o sul da Armênia e derrotou Tigranes, em 69 a.C.; nenhum acordo definitivo, no entanto, foi estabelecido.

## A República Romana contra a Pártia
Quando Pompeu assumiu o comando da guerra no Oriente, ele reiniciou as negociações com Fraates III. Ambos chegaram a um acordo, e as tropas romano-partas invadiram a Armênia em 66/65 a.C. Logo, no entanto, teve início um conflito a respeito da fronteira exata, ao longo do Eufrates, que separaria as duas potências. Pompeu recusou-se a reconhecer o título de "Rei dos Reis" assumido por Fraates, e ofereceu sua arbitragem ao conflito entre Tigranes e o xá sobre a questão de Corduena. Finalmente, Fraates reafirmou seu controle sobre a Mesopotâmia, com exceção do distrito ocidental de Osroena, que se tornou uma dependência romana.
Em 53 a.C., Marco Licínio Crasso liderou uma invasão da Mesopotâmia que teve resultados catastróficos; durante a Batalha de Carras, a pior derrota romana desde a Batalha de Canas, Crasso e seu filho, Públio Licínio Crasso, foram derrotados e mortos por um exército parta liderado pelo general Surena. A maior parte de sua tropa foi morta ou capturada; de 42.000 homens, cerca de metade foi morta, um quarto conseguiu retornar à Síria, e os homens restantes foram feitos prisioneiros de guerra. No ano seguinte, os partas passaram a fazer incursões dentro do território da Síria, e, em 51 a.C., colocaram em prática uma grande invasão, liderada pelo príncipe herdeiro, Pácoro, e o general Osaces; suas tropas, no entanto, sofreram uma emboscada nas proximidades Antigoneia pelas tropas romanas, comandadas por Caio Cássio Longino, e Osaces foi morto.
Durante a guerra civil cesariana, os partas não entraram em conflito com os romanos, mantendo relações com Pompeu. Após a derrota e morte deste, um destacamento comandado por Pácoro auxiliou o general Quinto Cecílio Basso, partidário de Pompeu, que estava sendo sitiado no vale de Apameia pelas forças leais a César. Com o fim da guerra civil, Júlio César elaborou planos para uma campanha contra a Pártia, porém seu assassinato evitou a guerra. Durante a guerra civil que se seguiu, os partas deram apoio ativo a Bruto e Cássio, chegando mesmo a enviar-lhes um contingente que lutou a seu lado na Batalha de Filipos, em 42 a.C.
Após esta derrota, os partos, liderados por Pácoro, invadiram o território romano, em 40 a.C., aliados com Quinto Labieno, um romano ex-aliado de Bruto e Cássio. Rapidamente conseguiram sobrepujar a Síria, e derrotar as tropas romanas na província; todas as cidades do litoral, com a exceção de Tiro, receberam os partas. Pácoro então avançou para a Judeia dos hasmoneus, removendo do poder ali o rei Hircano II, cliente dos romanos, e colocando em seu lugar Antígono (40-37 a.C.). Por algum tempo, todo o Oriente romano parecia estar em mãos partas, ou prestes a ser conquistado por eles. A conclusão da segunda guerra civil romana logo trouxe à região, no entanto, um ressurgimento da presença romana na Ásia ocidental.
Enquanto isso, Marco Antônio já havia enviado Públio Ventídio Basso para combater Labieno, que invadira a Anatólia. Logo, Labieno foi expulso para a Síria pelas forças romanas, e, embora seus aliados partas tenham vindo ao seu resgate, ele foi derrotado, preso e executado. Após serem derrotados nas proximidades das Portas da Cilícia, os partas abandonaram a região. Quando retornaram, em 38 a.C., foram derrotados de maneira decisiva por Ventídio na Batalha de Cirréstica e Pácoro foi morto. Na Judeia, Antígono acabou por ser deposto pelo idumeu Herodes, com ajuda dos romanos, em 37 a.C.
Com a restauração do controle romano da Síria e da Judeia, Marco Antônio liderou um exército enorme até o território do atual Azerbaijão, porém suas máquinas de sítio e escoltas ficaram isoladas dos soldados e acabaram trucidadas, enquanto seus aliados armênios desertaram. Sem conseguir fazer qualquer progresso contra as posições partas, os romanos recuaram, sofrendo grandes baixas. Em 33 a.C. Antônio retornou à Armênia, estabelecendo uma aliança com o rei medo contra Otaviano e os partas, porém outras preocupações o obrigaram a recuar, e toda a região passou para o controle parta.

## O Império Romano contra a Pártia

### Guerras inconclusivas

A Pártia em

Sob a ameaça de uma guerra iminente entre as duas potências, Caio César e Fraataces se esforçaram para estabelecer um acordo entre os dois impérios, em 1 d.C.; de acordo com os termos do acordo, a Pártia deveria retirar suas tropas da Armênia, e reconhecer um protetorado romano de facto sobre aquele país. Ainda assim, a rivalidade romano-persa pelo controle e influência sobre a Armênia continuou a ser motivo de tensão pelas décadas seguintes.
A decisão do xá Artabano II de colocar seu filho, Ársaces, no trono armênio desencadeou uma guerra contra Roma, em 36 d.C. Artabano chegou a um acordo com o general romano Lúcio Vitélio, abandonando as pretensões partas de estabelecer uma esfera de influência parta sobre a Armênia. Uma nova crise, no entanto, se iniciou em 58 a.C., quando os romanos invadiram a Armênia depois de o xá Vologases I colocar à força seu irmão, Tirídates, no trono armênio. Tropas romanas, comandadas por Cneu Domício Córbulo, derrubou Tirídates e colocou em seu lugar um príncipe da Capadócia; isto levou a uma retaliação parta, e a uma série de campanhas malsucedidas na região. A guerra que se seguiu chegou ao fim em 63 d.C., quando os romanos concordaram em deixar Tiridates e seus descendentes no trono da Armênia, com a condição de que recebessem este título do imperador romano.

### A guerra parta de Trajano
Uma nova série de conflitos ocorreu no século II d.C., nos quais os romanos obtiveram de maneira consistente uma posição vitoriosa sobre a Pártia. Em 113, o imperador romano Trajano decidiu que aquele era o momento de resolver a "questão oriental" de uma vez por todas, derrotando de maneira decisiva a Pártia e anexando a Armênia; suas conquistas marcaram uma mudança deliberada da política romana em relação à Pártia, e uma mudança de ênfase na "grande estratégia" do Império Romano.
Em 114, Trajano invadiu a Armênia e a anexou, transformando-a em província romana, assassinado Partamásiris, que havia sido colocado no trono armênio por seu irmão, rei da Pártia, Osroes I. Em 115, o imperador romano invadiu o norte da Mesopotâmia e anexou a região a Roma; sua conquista era tida como necessária, já que a partir dali o território armênio podia ser isolado dos partas, ao sul. Os romanos então conquistaram a capital parta, Ctesifonte, antes de descer o Eufrates até o golfo Pérsico. Naquele ano, no entanto, revoltas eclodiram na Palestina, Síria e norte da Mesopotâmia, ao mesmo tempo em que uma revolta judaica eclodiu em território romano, o que colocou um peso considerável nos recursos militares romanos. Simultaneamente, tropas partas passaram a atacar as principais posições romanas; guarnições romanas na Selêucia, Nísibis (atual Nusaybin) e Edessa (atual Şanlıurfa) foram atacadas e expulsas pela população local. Trajano conseguiu debelar os rebeldes na Mesopotâmia, porém após colocar no trono ali o príncipe parta Partamaspates, como rei-cliente, ele deslocou suas tropas para a Síria, onde estabeleceu seu quartel-general em Antioquia (atual Antáquia). Em 117, antes de poder reorganizar os esforços para consolidar o controle romano sobre as províncias partas, Trajano morreu.

### Política de Adriano, e novas guerras de anexação
O sucessor de Trajano, Adriano, rapidamente reverteu a política de seu antecessor, que ele considerava um risco potencial, a longo prazo, para o império. Adriano decidiu que seria de interesse romano restabelecer o Eufrates como o limite dos territórios sob seu controle direto, e retornou espontaneamente ao status quo ante, devolvendo os territórios da Armênia, Mesopotâmia e Adiabene para seus reis-clientes e governantes anteriores. Novamente, por pelo menos outra metade de século, Roma evitava a intervenção direta nas regiões a leste do Eufrates.
Guerras pela Armênia eclodiram novamente em 161, quando Vologases IV derrotou ali os romanos, capturando Edessa e saqueando a Síria. Em 163 um contra-ataque romano, liderado por Estácio Prisco, derrotou os partas na Armênia e instaurou no poder ali um dos candidatos ao trono armênio. No ano seguinte Avídio Cássio deu início a uma invasão da Mesopotâmia, vencendo batalhas em Dura Europo (atual Salihiye) e Selêucia, e saqueando Ctesifonte, em 165. Uma epidemia, possivelmente de varíola, que estava devastando a Pártia na ocasião, espalhou-se para o exército romano, o que provocou sua retirada.
Em 195 teve início outra invasão romana da Mesopotâmia, comandada pelo imperador Septímio Severo, que ocupou Selêucia e Babilônia, atacando então Ctesifonte em 197. Estas guerras levaram à aquisição do norte da Mesopotâmia por Roma, chegando até as regiões em torno de Nísibis e Singara. Uma guerra final contra os partas foi iniciada pelo imperador Caracala, que saqueou Arbela em 216; porém após seu assassinato, seu sucessor, Macrino, foi derrotado pelos partas nos arredores de Nísibis, e foi obrigado a pagar reparações pelos danos provocados por seu antecessor, ao assinar um acordo de paz.

### Ascensão dos sassânidas
A Pártia foi destruída finalmente por Artaxes I, quando este entrou vitorioso em Ctesifonte em 226. Os sassânidas governavam de maneira mais centralizada que as dinastias partas.
Até a ascensão dos sassânidas, os romanos haviam sido os agressores. Os sassânidas, no entanto, estavam determinados a conquistar terras que a dinastia aquemênida havia conquistado e perdido no passado. Este zelo nacionalista sassânida lhes transformou em inimigos muito mais agressivos dos romanos do que os partas haviam sido (ver guerras bizantino-sassânidas).